# Zvětralinový plášť
Zvětralinový plášť je soubor zvětráváním rozrušené horniny, který se následným procesem humifikace přeměňuje na půdu.
Zvětralinový plášť se skládá z různě velkých kamenných úlomků, které vznikají jako reakce skalního masívu na projevy okolního prostředí, které změnami svých fyzikálních a chemických podmínek rozrušují její stabilitu.